# Hans Fred
Hans Fred (27 giugno 1977) è un ex calciatore papuano, di ruolo difensore.

## Carriera

### Nazionale
Ha debuttato in Nazionale il 5 luglio 2002, in Papua Nuova Guinea-Isole Salomone (0-0). Ha partecipato, con la Nazionale, alla Coppa d'Oceania 2002. Ha collezionato in totale, con la maglia della Nazionale, 6 presenze.